# 사토미촌 (오카야마현)
사토미촌(里見村)은 오카야마현 아사쿠치군에 있던 촌이다. 현재의 아사쿠치시의 일부에 해당한다.

## 역사
- 1889년 6월 1일 - 정촌제 시행에 의해 아사쿠치군 사토미촌이 성립하였다.
- 1905년 4월 1일 - 신조촌과 합병해 사토쇼촌이 성립하였다.